# Eurymeloides walkeri
Eurymeloides walkeri är en insektsart som beskrevs av William Lucas Distant 1908. Eurymeloides walkeri ingår i släktet Eurymeloides och familjen dvärgstritar. Inga underarter finns listade i Catalogue of Life.